# 4-я Магистральная улица (Москва)
Четвёртая Магистра́льная у́лица — улица, расположенная в Северном административном округе города Москвы на территории Хорошёвского района.

## История
Улица получила своё название 23 мая 1952 года как часть системы транспортных магистралей между многочисленными промышленными предприятиями, сосредоточенными на стыке Хорошёвского и Пресненского районов. В 2016 году из-за строительства ТПУ «Хорошёвская» (Полежаевская) улица была расширена на четыре полосы в обоих направлениях на участке от пересечения с Магистральным переулком до пересечения с Хорошёвским шоссе. Об утверждении.

## Расположение
4-я Магистральная улица проходит на юго-запад от улицы Полины Осипенко, с северо-запада к ней примыкает проезд Берёзовой Рощи, затем 4-я Магистральная улица пересекает Хорошёвское шоссе, далее к ней с юго-востока примыкает Магистральный переулок, затем 4-я Магистральная улица пересекает 1-ю Магистральную улицу и проходит до 3-й Магистральной улицы. На северном участке 4-й Магистральной улицы между Хорошёвским шоссе и Магистральным переулком расположены остатки железнодорожного переезда. Нумерация домов начинается от улицы Полины Осипенко.

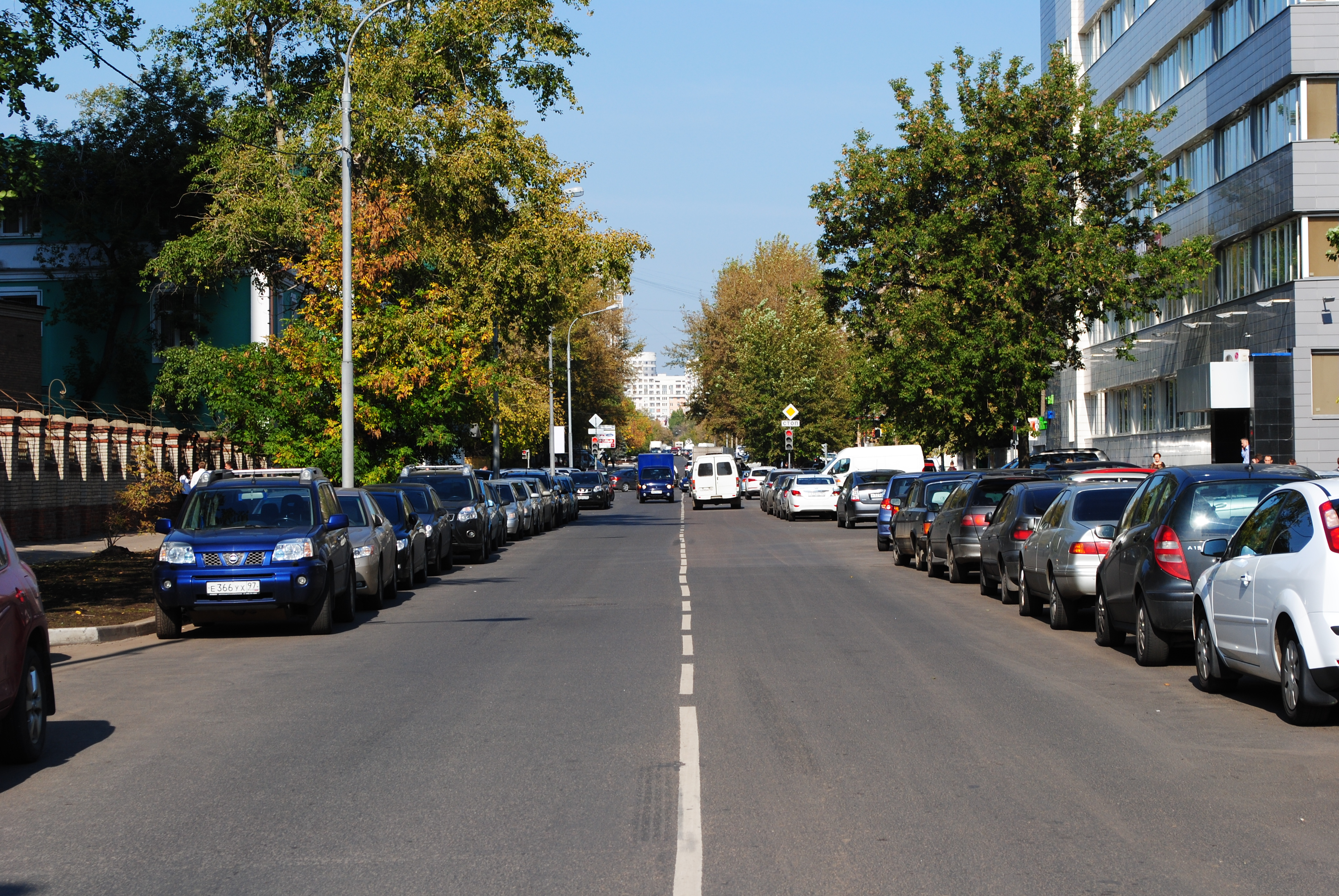
4-я Магистральная улица (вид от 3-й Магистральной улицы в сторону Магистрального переулка и Хорошёвского шоссе).
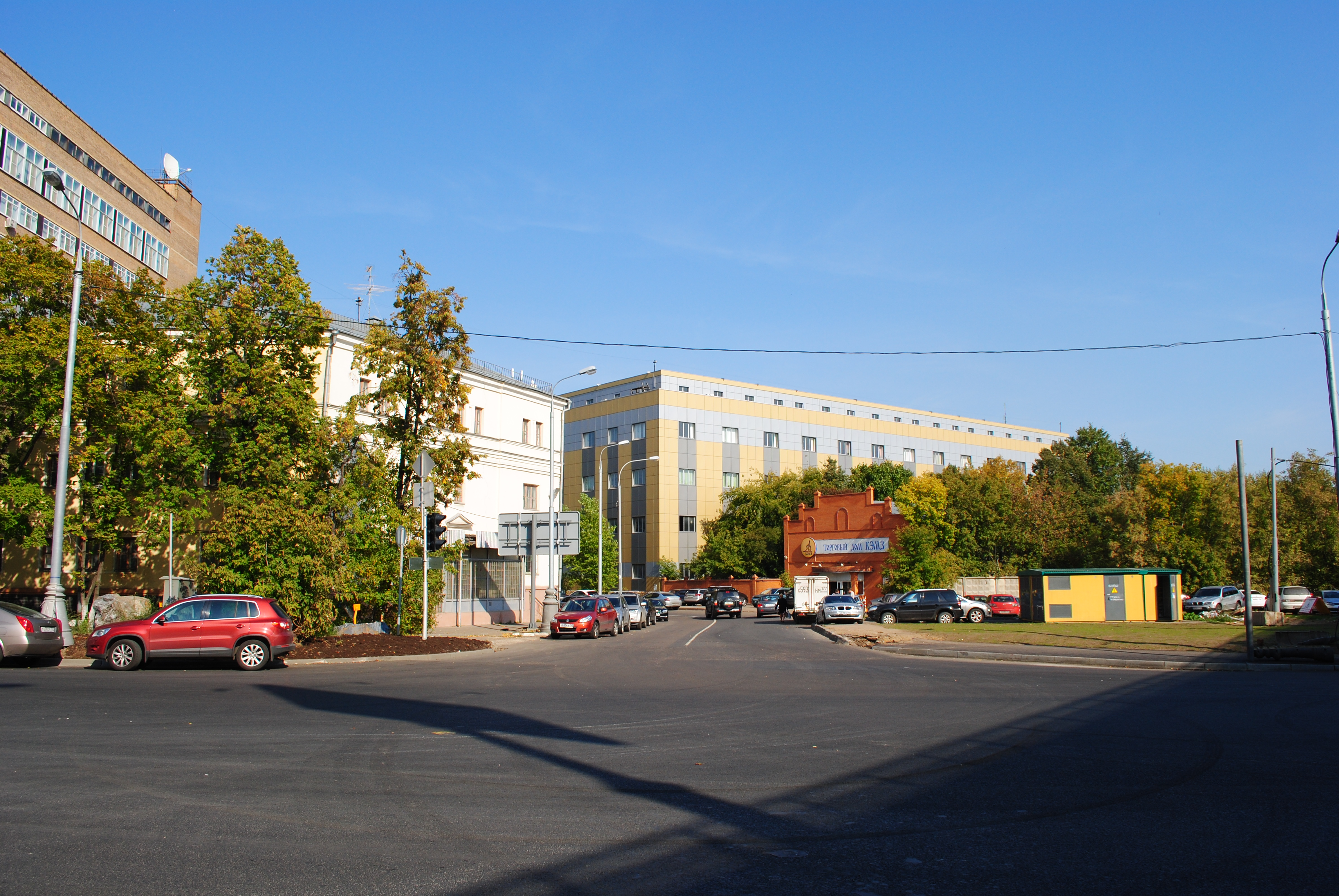
Выезд с 4-й Магистральной улицы на 3-ю Магистральную улицу.
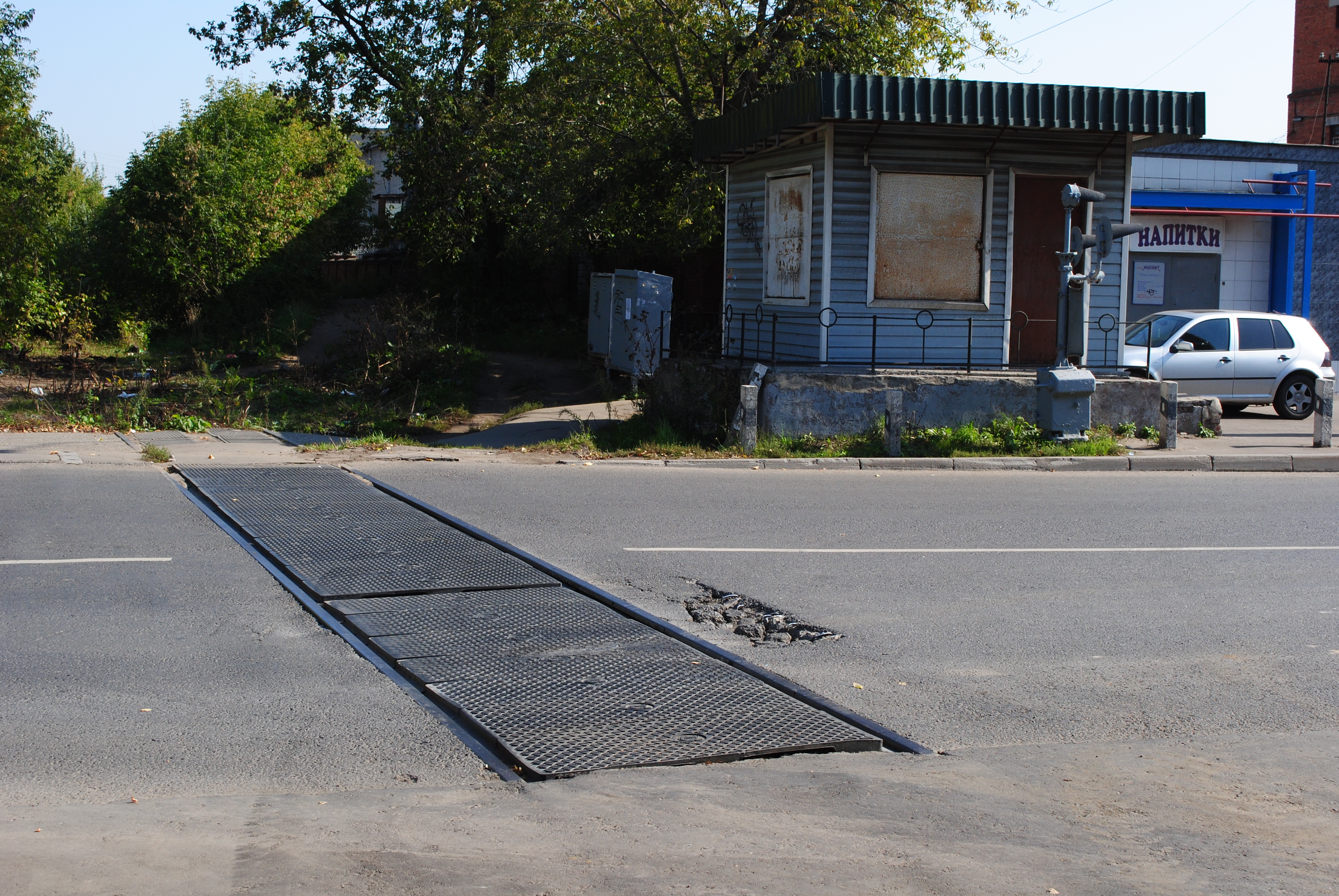
Остатки железнодорожного переезда на северном участке 4-й Магистральной улицы.

## Примечательные здания и сооружения
По нечётной стороне:
- д. 11 — ОАО «Мосшвея»
- д. 13 — ОАО Московский завод «Пневмоинструмент» (МЗПИ).

По чётной стороне:
- д. 4, стр. 5 — Краснопресненский регулирующий водопроводный узел МГУП «Мосводоканал».

## Транспорт

### Автобус
- 27: от 1-й Магистральной улицы до Магистрального переулка и обратно.
- 48: от 1-й Магистральной улицы до Хорошёвского шоссе и обратно.
- 155: от 3-й Магистральной улицы до Хорошёвского шоссе и обратно.
- 294: от 1-й Магистральной улицы до Хорошёвского шоссе и обратно.

### Метро
- Станция метро «Полежаевская» Таганско-Краснопресненской линии — у пересечения с Хорошёвским шоссе.
- Станция метро «Хорошёвская» Большой кольцевой линии — у пересечения с Хорошёвским шоссе.